# Étangs de La Barette
Les Étangs de La Barette sont un espace naturel sensible situé sur le territoire des communes de Corbie et de Vaux-sur-Somme dans la vallée et le département de la Somme, à l'est d'Amiens. Leur nom proviendrait des sortes de herses qui protégeaient l'accès à la Somme prolongeant les fortifications de la ville au Moyen Âge et à l'Epoque moderne.

## Présentation du site

### Historique
Le site, propriété du Conseil départemental de la Somme depuis 2009, s'étend sur une quarantaine d'hectares. Il se compose de vastes étangs artificiels qui ont été creusés par les moines de l’abbaye de Corbie pour servir de vivier puis utilisés pour l’exploitation de la tourbe au XIXe siècle.

### Un site protégé
Il renferme plusieurs milieux naturels (étangs et marais), des habitats, une faune et une flore diversifiées.

La partie sud du site, classée  Natura 2000, est un espace préservé de toute activité. Le reste du site est ouvert à la pêche et à la chasse à la hutte. En décembre 2017, les Étangs de la Barette et la falaise Sainte-Colettetoute proche ont été inclus dans le site Ramsar « Marais et tourbières des vallées de la Somme et de l'Avre ». En 2018, le site a été aménagé pour permettre l'accès aux personnes à mobilité réduite, des panneaux explicatifs sur la faune, la flore et les enjeux écologiques ont été installés.
Le Conservatoire d'espaces naturels de Picardie est chargé de la gestion de ce site. Il organise, régulièrement, des visites et des actions de sensibilisation à la connaissance et à la préservation de l'environnement.

## Caractéristiques

### Fontaines bleues
On peut voir sur le site des Fontaines bleues qui sont la résurgence des eaux de pluie filtrées par le plateau et la vallée. L’eau contenue sur un fond crayeux et blanc opère une sélection chromatique de la lumière solaire. Une partie du spectre lumineux est absorbée par les fonds. La lumière bleue est retenue par les couches liquides supérieures, c'est pourquoi l'eau apparaît bleue en surface.

### Habitats
- Fourré tourbeux de Saule cendré à Sphaignes
- Herbiers à Utriculaires,
- Herbiers à Nénuphars,
- Herbiers à Potamot coloré,
- Hydrocotyle et laîche filiforme,
- Mégaphorbiaie tourbeuse à Calamagrostide blanchâtre,
- Roselière minéralisée à Phragmite et Baldingère,
- Tremblant tourbeux à Fougère des marais,
- Végétation à cladion marisque[2]...

### Faune

#### Insectes
- Agrion délicat,
- Cordulie à corps fin,
- Cordulie métallique[2]
- Phalène sagittée...

#### Oiseaux
- Blongios nain,
- Bouscarle de Cetti,
- Busard des roseaux,
- Gorgebleue à miroir[2]…

### Flore
- Fougère des marais,
- Galium uliginosum (Gaillet des fanges),
- Ranunculus lingua (Grande Douve),
- Laîche filiforme,
- Lysimaque commune,
- Menthe aquatique,
- Myriophyllum verticillatum (Myriophylle verticillé),
- Pigamon jaune,
- Potamot coloré,
- Hippuris vulgaris (Pesse commune),
- Reine des prés,
- Cyperus fuscus (Souchet brun),
- Utriculaire commune[2]...

## Photos

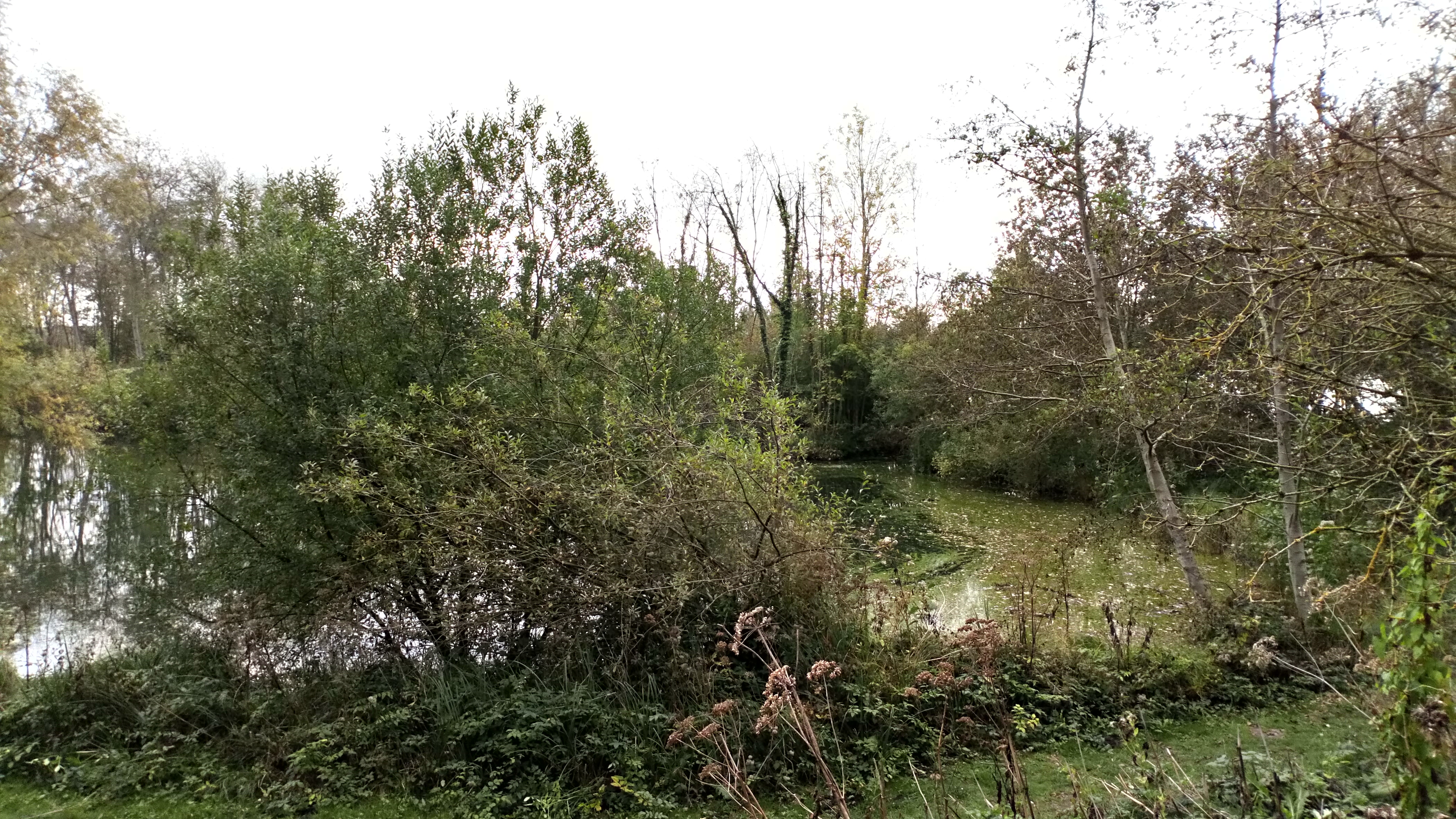
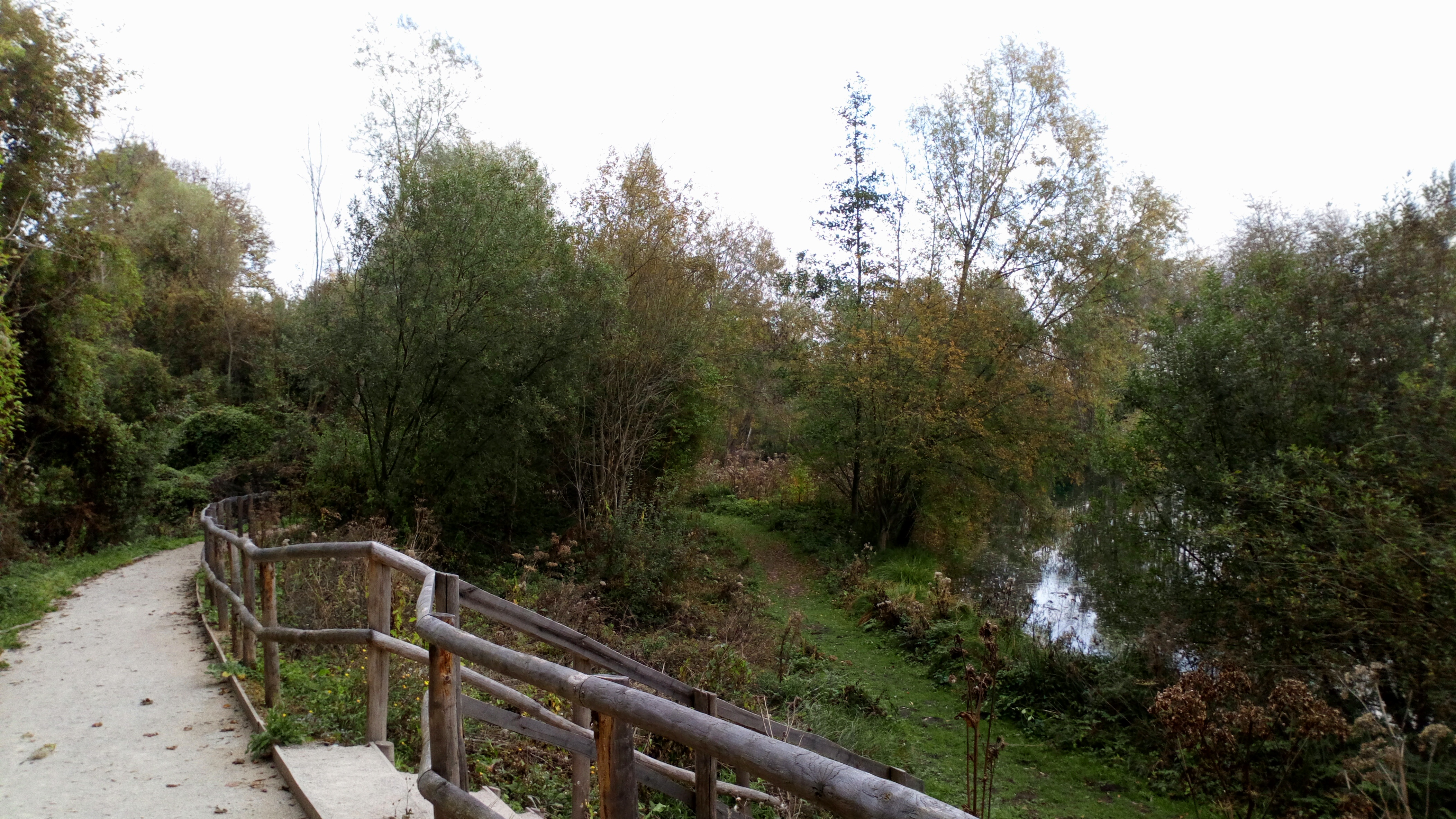
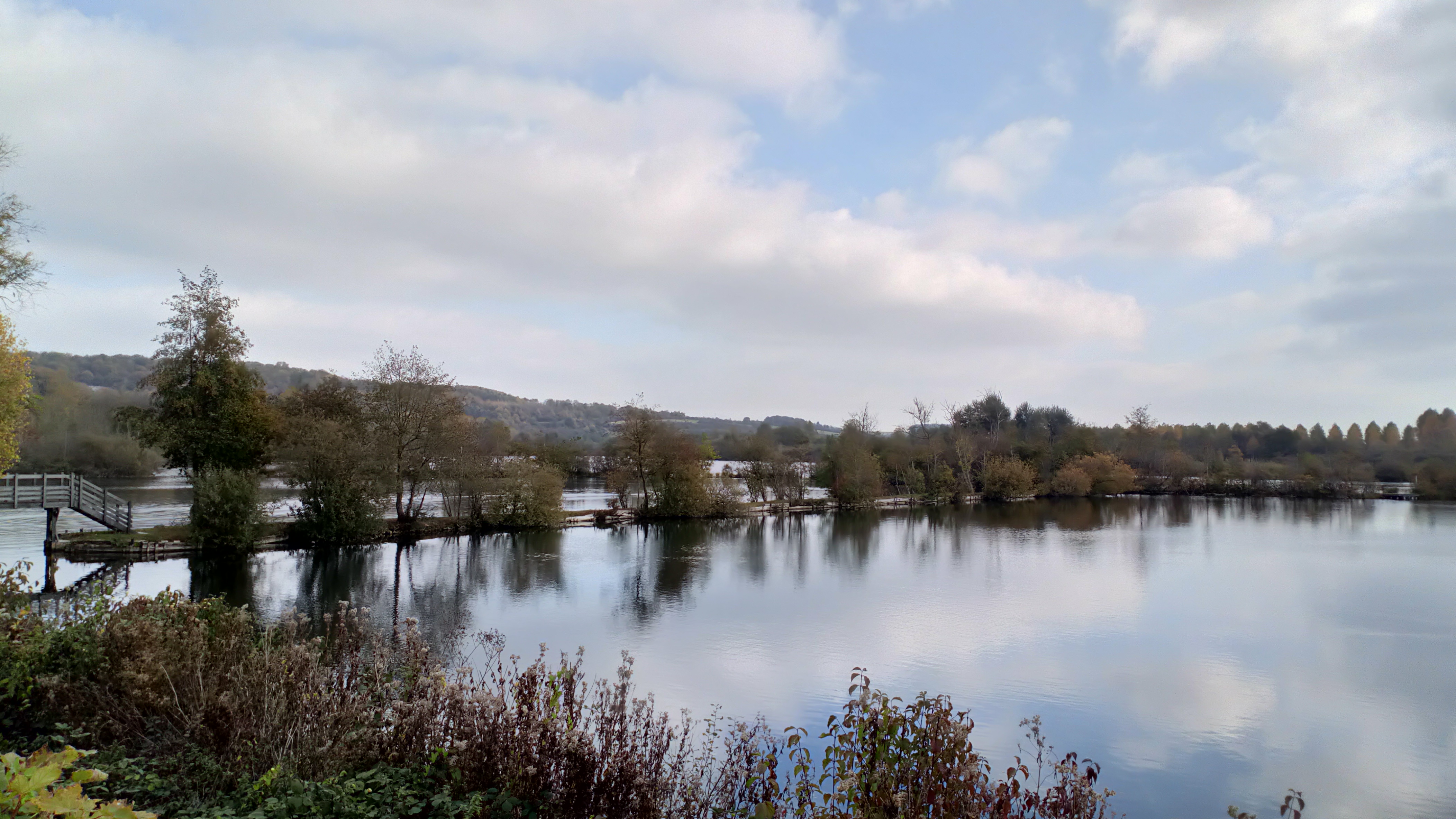
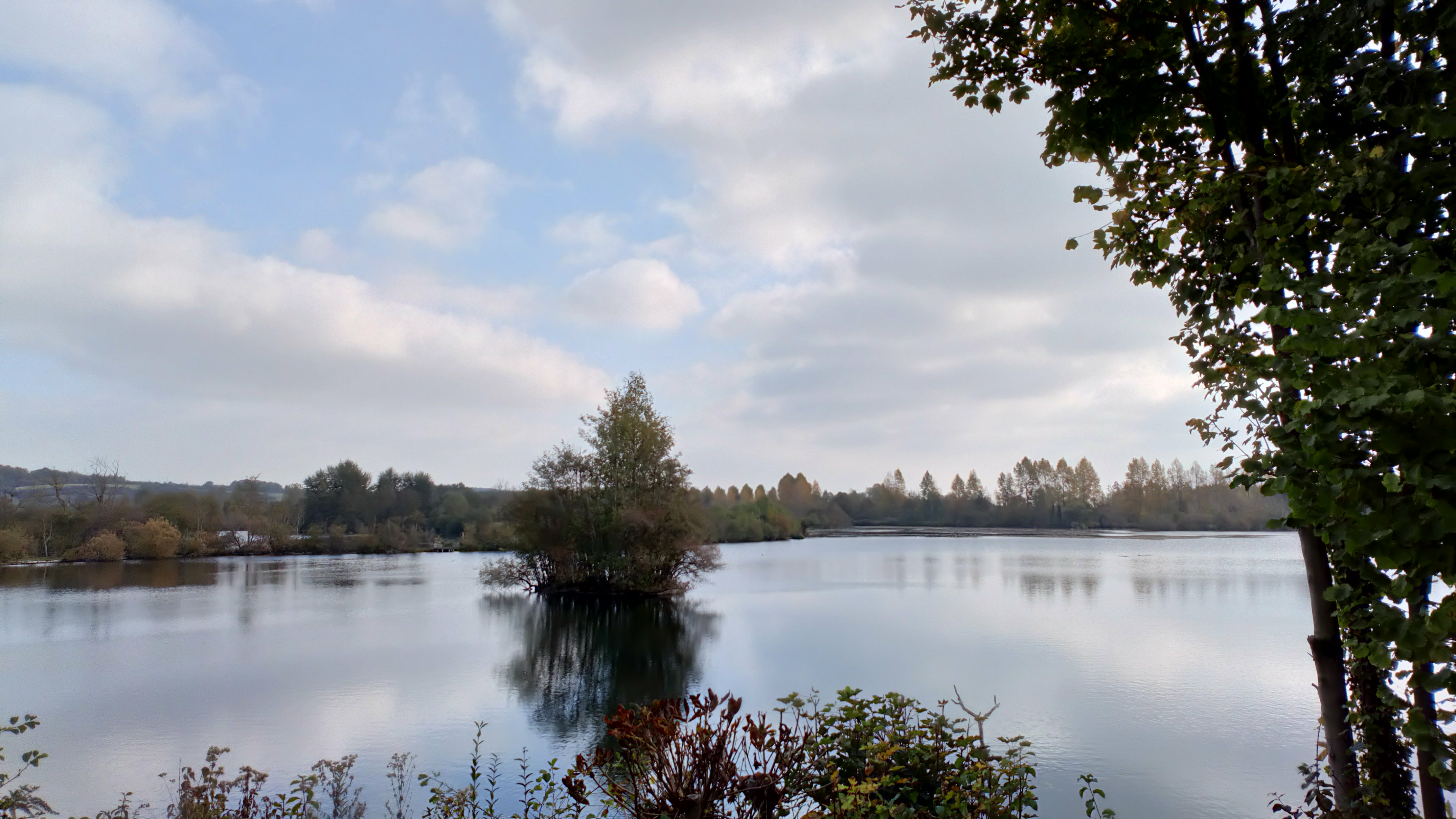

## Pour approfondir